# NGC 6367
NGC 6367 é uma galáxia espiral (S) localizada na direcção da constelação de Hercules. Possui uma declinação de +37° 45' 37" e uma ascensão recta de 17 horas, 25 minutos e 08,9 segundos.
A galáxia NGC 6367 foi descoberta em 5 de Julho de 1880 por Édouard Jean-Marie Stephan.